# Mỹ Hòa, Cầu Ngang
Mỹ Hòa là một xã cũ thuộc huyện Cầu Ngang, tỉnh Trà Vinh, Việt Nam.

## Địa lý
Xã Mỹ Hòa có vị trí địa lý:
- Phía đông giáp xã Mỹ Long Bắc
- Phía tây giáp xã Hiệp Hòa và xã Kim Hòa
- Phía nam giáp thị trấn Cầu Ngang và xã Thuận Hòa
- Phía bắc giáp xã Vinh Kim.

Xã Mỹ Hòa có diện tích 33,36 km², dân số năm 2019 là 8.973 người, mật độ dân số đạt 269 người/km².

## Hành chính
Xã Mỹ Hòa được chia thành 8 ấp: Bào Sen, Bờ Kinh 1, Bờ Kinh 2, Cẩm Hương, Hòa Hưng, Hòa Thịnh, Mỹ Cẩm B, Sóc Hoang.

## Lịch sử
Sau năm 1975, Mỹ Hòa là một xã thuộc huyện Cầu Ngang.
Ngày 23 tháng 11 năm 1991, Ban Tổ chức Chính phủ ban hành Quyết định về việc thành lập thị trấn Cầu Ngang trên cơ sở điều chỉnh một phần diện tích và dân số của xã Mỹ Hoà.
Ngày 3 tháng 10 năm 1996, Chính phủ ban hành Nghị định 57-CP về việc thành lập xã Thuận Hòa trên cơ sở điều chỉnh một phần diện tích và dân số của xã Mỹ Hòa.